# نوريس كولمان
نوريس كولمان (بالإنجليزية: Norris Coleman)‏ مواليد 27 سبتمبر 1961 في جاكسونفيل، هو لاعب كرة سلة أمريكي سابق. بدأ مسيرته الاحترافية في سنة 1987. تم اختياره من قبل فريق لوس أنجلوس كليبرز خلال الدرافت. يبلغ طوله 6 قدم 8 بوصة (2.0 م). اعتزل اللعب في 2001.

## المسيرة الاحترافية
لعب مع لوس أنجلوس كليبرز في موسم 1987–1988، ثم لعب مع سي بي غران كناريا في الدوري الإسباني في موسم 1991–1992، ثم لعب مع مكابي تل أبيب لكرة السلة في موسم 1994–1995، ثم لعب مع بينارول دي مار ديل بلاتا في الدوري الأرجنتيني في موسم 1996–1997.

## روابط خارجية
- نوريس كولمان على موقع إن بي أي (الإنجليزية)
- نوريس كولمان على موقع سبورتس رفرنس (الإنجليزية)
- نوريس كولمان على موقع الدوري الإسباني لكرة السلة (الإسبانية)
- نوريس كولمان على موقع كرة السلة الأوروبية.كوم (الإنجليزية)
- نوريس كولمان على موقع كلية كرة السلة في سبورتس رفرنس.كوم (الإنجليزية)
- نوريس كولمان على موقع ريلجم (الإنجليزية)
- نوريس كولمان على موقع بروبوليرز (الإنجليزية)
- نوريس كولمان على موقع سبورتس رفرنس (الإنجليزية)